# Time (Uzari & Maimuna-dal)
A Time (magyarul: Idő) a belarusz Uzari és Maimuna dala, mellyel Fehéroroszországot képviselték a 2015-ös Eurovíziós Dalfesztiválon, Bécsben. A dal a BTRC által szervezett nemzeti döntőben nyerte el az eurovíziós indulás jogát 2014. december 26-án.

## Eurovíziós Dalfesztivál
A dalt az Eurovíziós Dalfesztiválon a május 19-i első elődöntőben adták elő, fellépési sorrendben tizenegyedikként a Magyarországot képviselő Boggie Wars for Nothing című dala után, és az Oroszországot képviselő Polina Gagarina A Million Voices című dala előtt. Az elődöntőben a tizenkettedik helyen végeztek, így nem jutottak tovább a május 23-i döntőbe.
A következő belarusz induló Ivan Help You Fly című dala volt a 2016-os Eurovíziós Dalfesztiválon.